# Pizza siciliana
La pizza siciliana (sfincione o sfinciuni en idioma siciliano) es un tipo de pizza originaria de Palermo (Sicilia). A diferencia de la pizza napolitana, suele tener forma cuadrada, una base de masa más gruesa (a la que se añaden migas de pan) y mucha más cantidad de queso. Suele elaborarse además con pecorino y anchoas.  

## Variantes

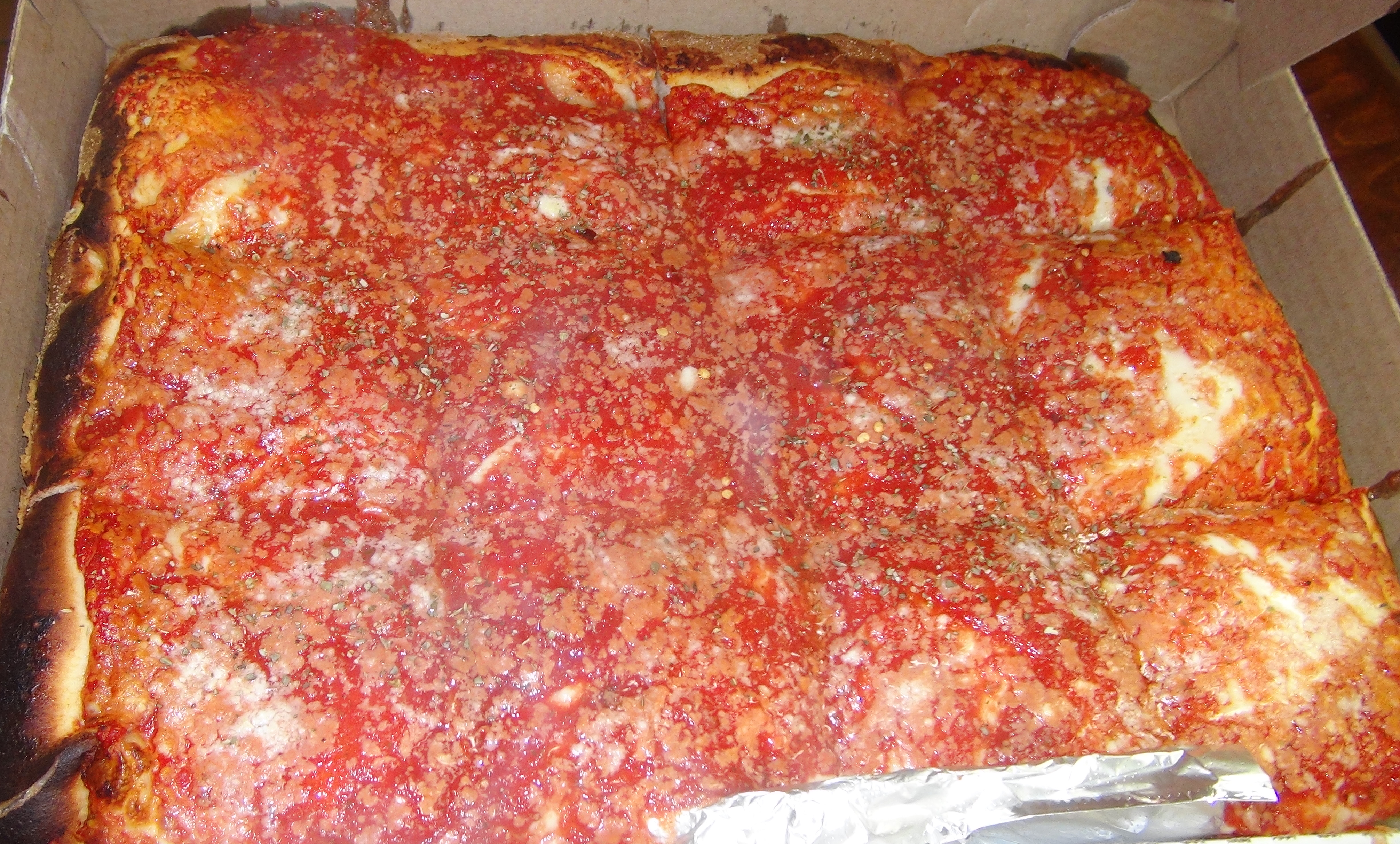
Una pizza al estilo siciliano de Estados Unidos

En la gastronomía estadounidense, la pizza siciliana (en inglés Sicilian pizza) es también de base cuadrada o rectangular, con un grosor aproximado de medio centímetro. Similar a este plato es el tomato pie (tarta de tomate), una pizza muy popular entre la población ítalo-americana que habita principalmente en la zona de Nueva York y Nueva Jersey, y especialmente en Utica, ciudad con gran cantidad de inmigrantes italianos, concretamente sicilianos. Se suele servir en papel de aluminio.
Una variante particular de esta pizza es la focaccia alla messinese, originaria de la ciudad siciliana de Mesina, que por regla general se elabora con endivias y anchoas.